# 猿尾藤
猿尾藤，多年生藤本植物，生長在印度、東南亞、台灣。氣候範圍分布廣，從熱帶到溫帶都可見其生長的蹤跡。別名風車藤、虎尾藤、牛牽藤、紅藥頭、風箏藤、風箏果、黃牛葉、紅龍，為黄褥花科猿尾藤屬下的一個種。被列入「世界百大外來入侵種」之一。
其种加词“benghalensis”意为“孟加拉国的”。
猿尾藤每年新發嫩枝，尾端上翹微捲，像猴子尾巴，故稱為猿尾藤。

## 型態特徵（页面存档备份，存于）
猿尾藤多為木質的藤本植物，有些可見20~30公尺高的灌木型態。表面無毛或近乎無毛，灰褐色。

### 葉
葉全緣對生，短柄(約7-10mm)，革質。全橢圓形或卵狀批針形。一般近基部下方有2個腺體。側脈通常有6-7對。

### 花
腋生或頂生總狀花序，黃白色，10-35公分長。基部有一對腺體，具柄，邊緣絲裂狀。

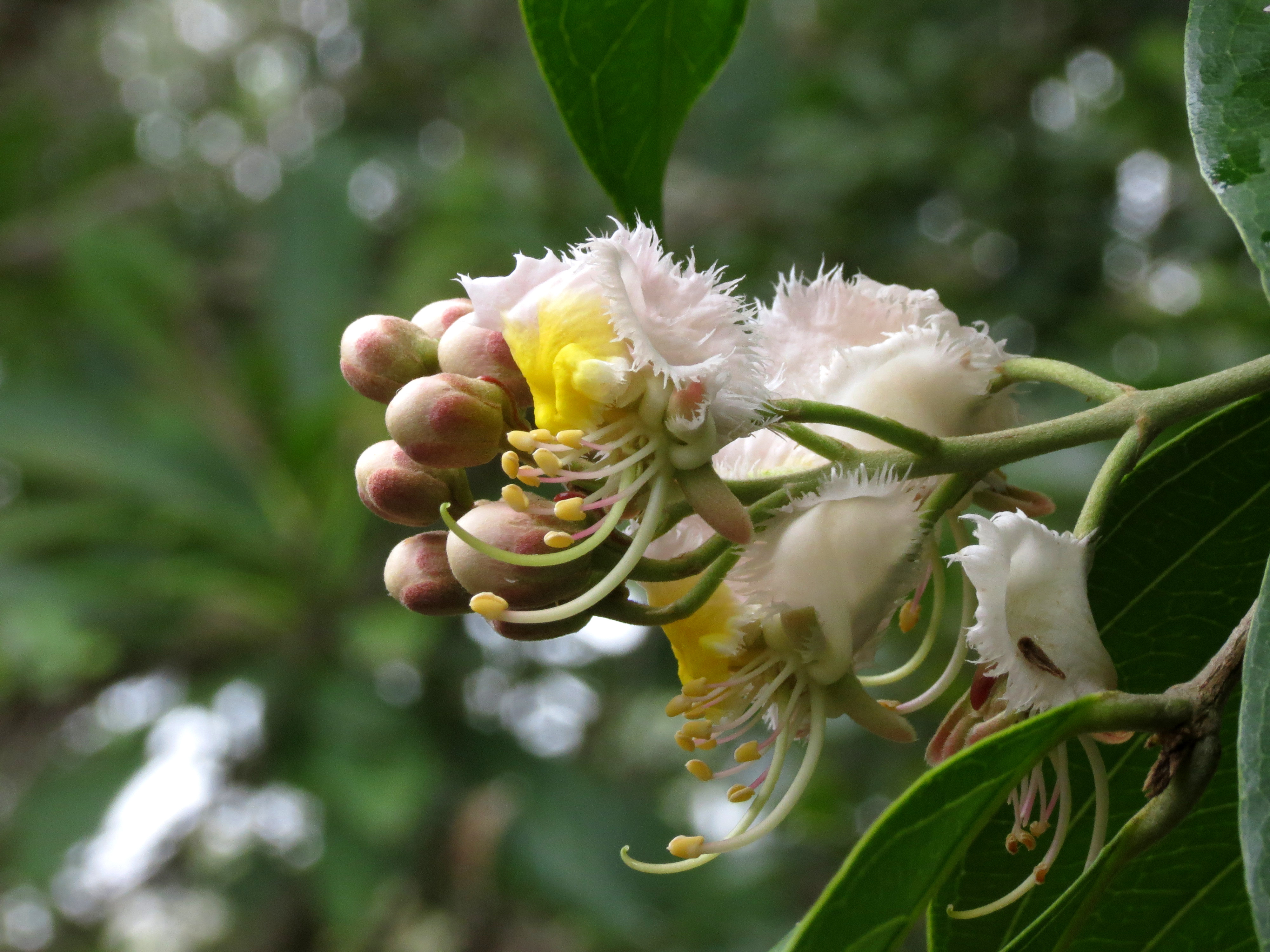
花

### 果實、種子
翅果，具3革質翅，成熟黃褐色，脫落時旋轉如飛機之螺旋漿。

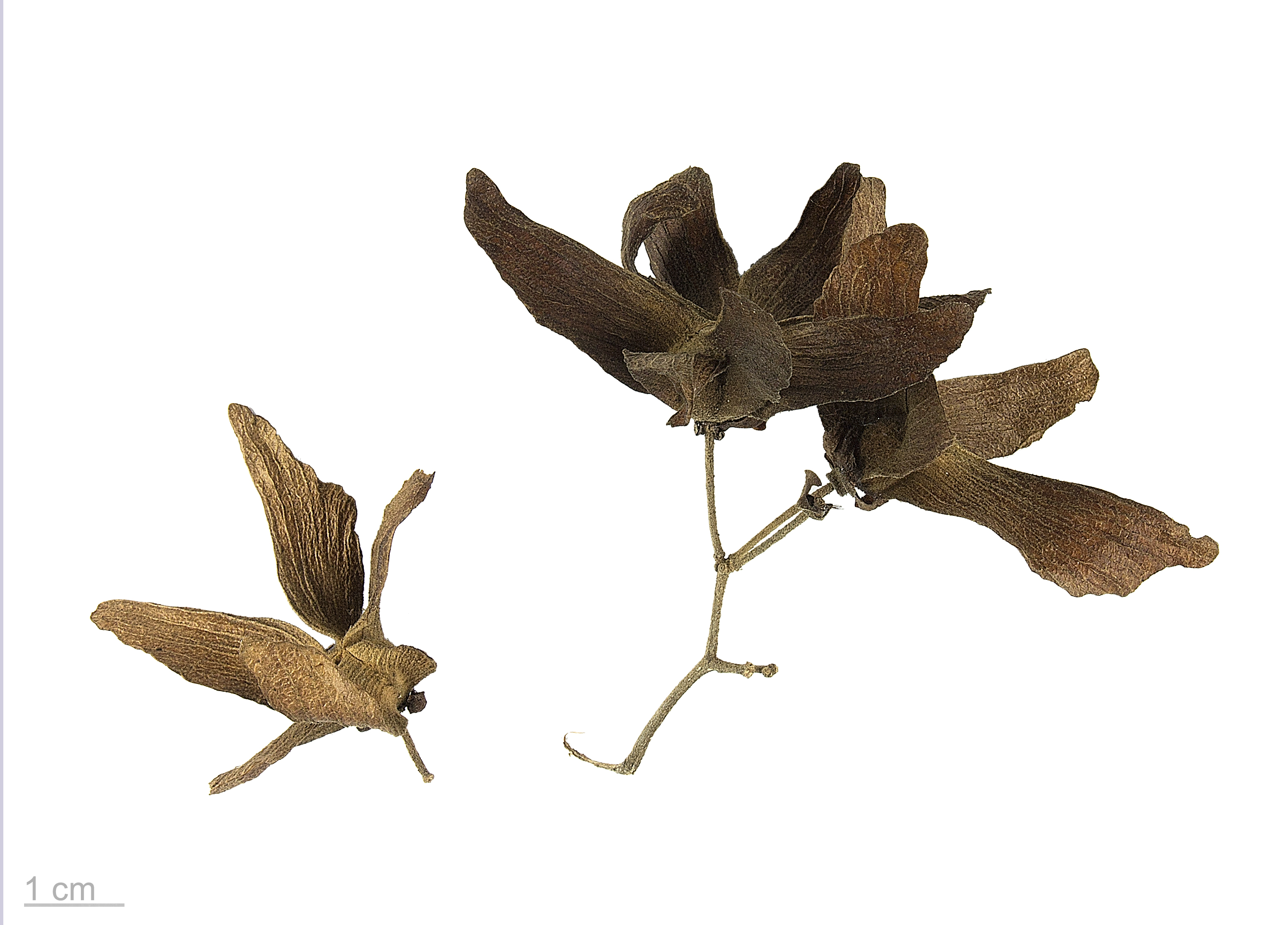
翅果

## 分布
猿尾藤分布從中國南部到印度、馬來西亞。台灣分布主要在中低海拔(最高1500公尺)叢林或森林。

## 命名
猿尾藤屬Hiptage是從希臘文 hiptamai 翻譯而來，意思是"會飛的"或代表一種特殊有三翅的果實，為翅果。種小名Benghalensis 則是從歷史地理分布上，在孟加拉(Bengal)的原生種。
分類學上猿尾藤的異名(synonym)包含:
- Banisteria benghalensis L.
- Banisteria tetraptera Sonnerat
- Banisteria unicapsularis Lam.
- Gaertnera indica J.F.Gmel.
- Gaertnera obtusifolia (DC.) Roxb.
- Gaertnera racemosa Vahl H. madablota Gaertn.
- Hiptage benghalensis (L.) Kunz forma longifolia Nied.
- Hiptage benghalensis (L.) Kurz forma cochinchinensis Pierre
- Hiptage benghalensis (L.) Kurz forma latifolia Nied.
- Hiptage benghalensis (L.) Kurz forma macroptera (Merr.) Nied.
- Hiptage benghalensis (L.) Kurz forma typica Nied.
- Hiptage javanica Blume
- Hiptage macroptera Merr.
- Hiptage madablota Gaertn.
- Hiptage malaiensis Nied.
- Hiptage obtusifolia DC.
- Hiptage pinnata Elmer
- Hiptage teysmannii Arènes
- Hiptage trialata Span.
- Molina racemosa Cav.
- Succowia fimbriata Dennst.
- Triopteris jamaicensis L.

## 用途
猿尾藤形態、白花優美，常被修剪成景觀植物或盆栽。在替代醫學(alternative medicine)中猿尾藤被栽培作為阿育吠陀(ayurveda)的藥源。葉子及樹皮是苦辣的、抗蟲、及可治創傷的，可用於肝機能障礙綜合症、咳嗽、及發炎症狀的治療，並有治療皮膚病及痲瘋病的可能性。